# Porto de Santos
O Porto de Santos é um porto estuarino, localizado nos municípios de Santos, Guarujá e Cubatão, no estado de São Paulo. É o principal porto brasileiro, o maior complexo portuário da América Latina e um dos maiores do mundo. Possui uma grande variedade de terminais de carga para diversos produtos, que realizam a movimentação de granéis sólidos (principalmente de origem vegetal), líquidos, contêineres, carga geral e passageiros.
A área de influência econômica do porto concentra aproximadamente 67% do produto interno bruto (PIB) do país e abrange principalmente os estados de São Paulo, Minas Gerais, Goiás, Mato Grosso e Mato Grosso do Sul. Aproximadamente 60% do comércio internacional do estado de São Paulo (em valores) são embarcados ou desembarcados através do Porto de Santos.
O Complexo Portuário de Santos responde historicamente por mais de 25%, ou um quarto, da movimentação da balança comercial brasileira, e é o maior porto exportador de açúcar, suco de laranja e café em grãos do mundo. Outras cargas de importância são a soja, cargas conteinerizadas, milho, trigo, sal, papel, automóveis, álcool e outros granéis líquidos.
Em 2016, foi considerado o 39.º maior porto do mundo por movimentação de contêineres, e 35.º por tonelagem, segundo ranking da AAPA — Associação Americana de Autoridades Portuárias, sendo o mais movimentado da América Latina.

## História

### Primeiras operações e concessão

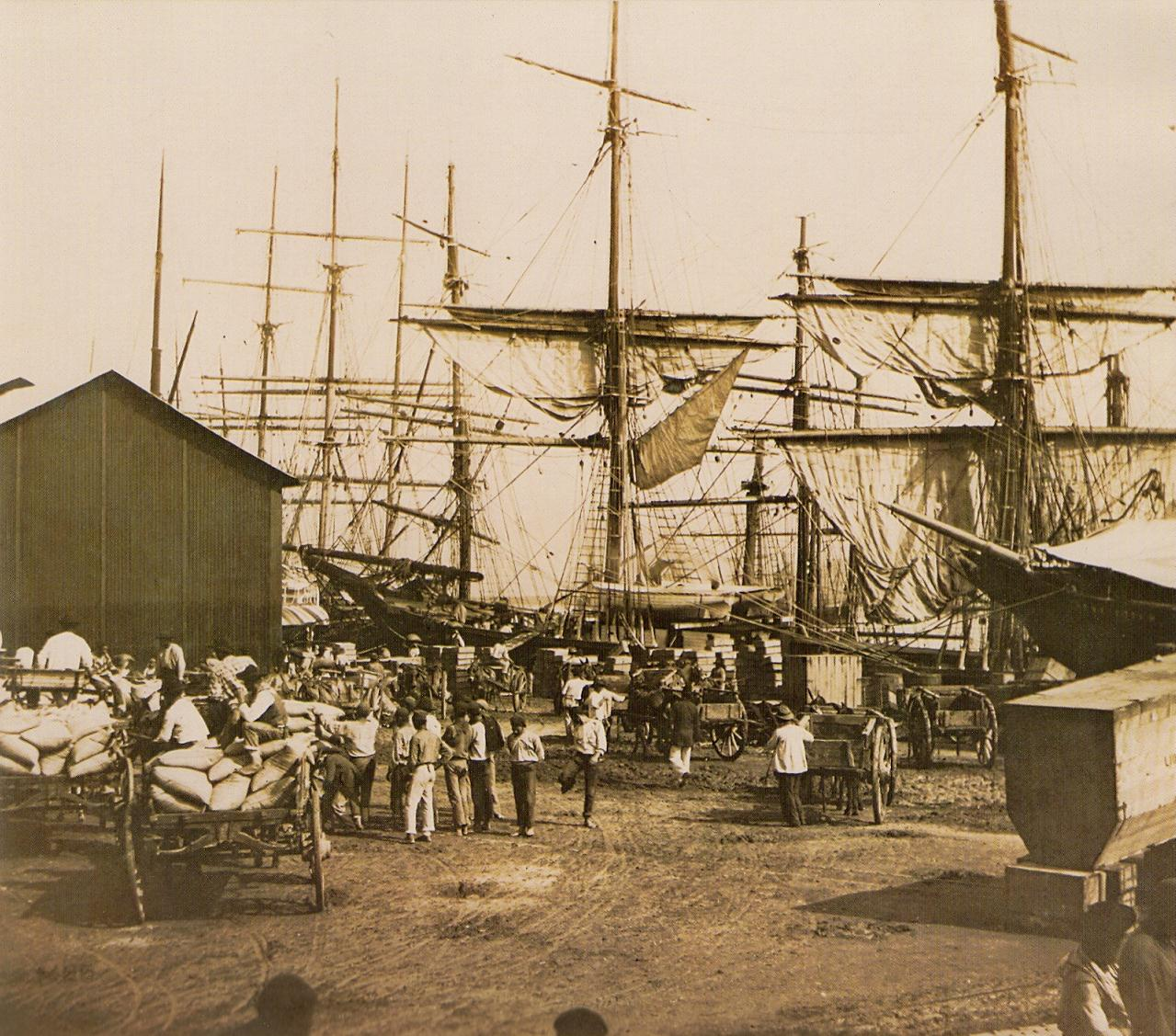
Carregamento de café no Porto de Santos em 1880 (foto Marc Ferrez).

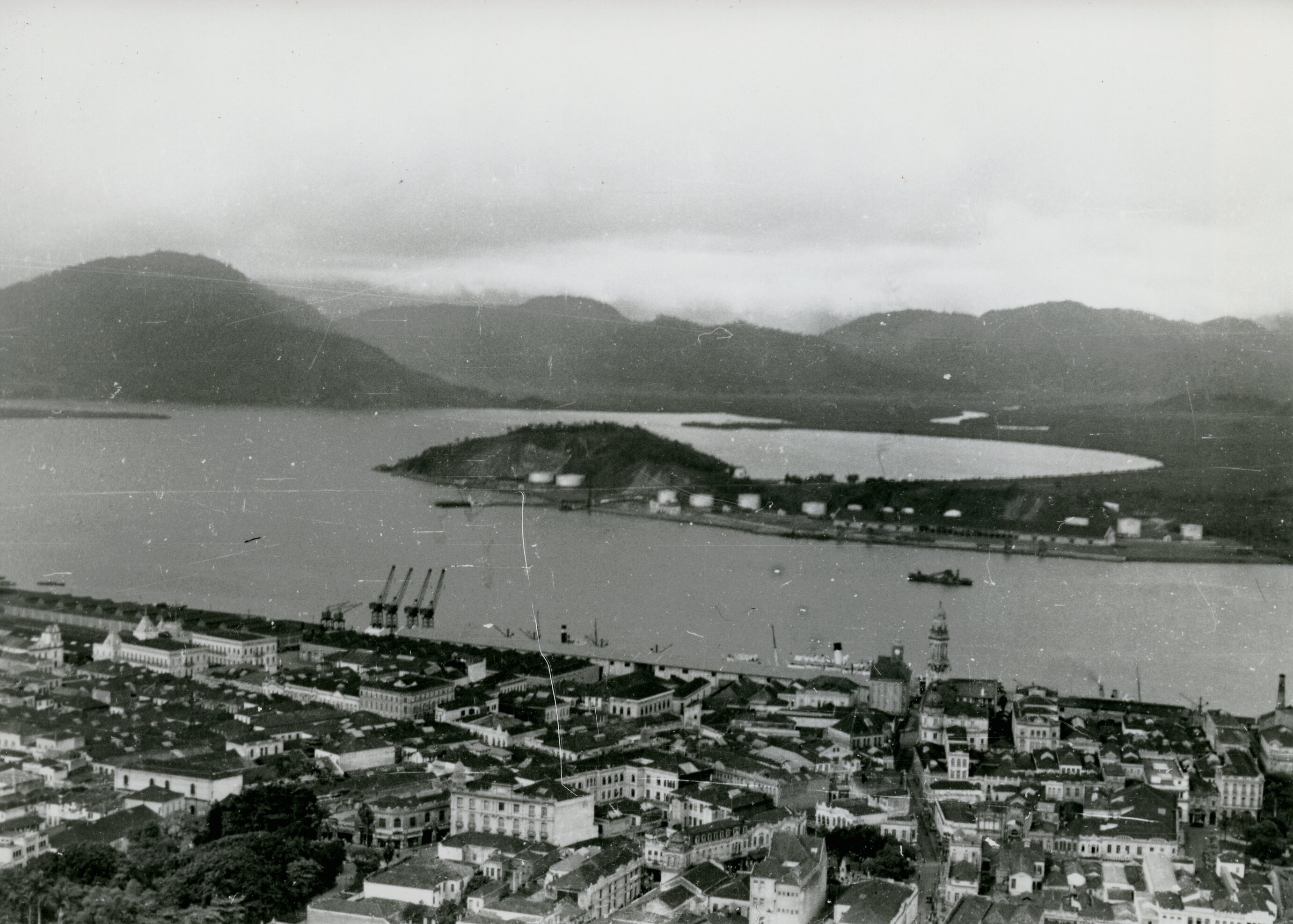
Porto de Santos em 1937

As operações de carga na região de Santos e São Vicente remontam ao princípio do Século XVI, ocorrendo de forma primitiva com a utilização de trapiches, por meio dos quais a mão de obra humana ou animal transportava as mercadorias aos navios ou a barcos intermediários. A movimentação de cargas neste período era explorada de forma independente por diversos agentes.
A partir de 1870, a Coroa passou a buscar alternativas de expansão do setor portuário para a crescente oferta de exportação da produção cafeeira. Em 1886, foi iniciado o processo de concessão do Porto de Santos, que envolvia os direitos de exploração da movimentação portuária por 90 anos, com a contrapartida de realização de obras de investimento em infraestrutura, operação e saneamento. Os vencedores da concessão foram o grupo liderado por Eduardo Guinle e Cândido Gaffrée, então comerciantes no Rio de Janeiro, que para tanto administraram o Porto de Santos com a Gaffrée, Guinle e Cia., depois renomeada Empresa de Melhoramentos do Porto de Santos e finalmente com o nome ficou amplamente conhecida, Companhia Docas de Santos (CDS).
O porto foi explorado, desenvolvido e ampliado pela CDS, sob a gestão da então concessionária Companhia Docas de Santos, entre 7 de novembro de 1890 e 8 de novembro de 1980. Em 2 de fevereiro de 1892, o porto abriu suas portas ao comércio exterior como "porto organizado", com limites legalmente determinados, infraestrutura de 260 metros de cais construído e área específica para armazenagem. A primeira embarcação a atracar no novo porto, foi o Vapor britânico Nasmith. Francisco de Paula Ribeiro foi o superintendente da Companhia Docas de Santos entre os anos de 1888 e 1902, supervisionando e administrando a construção dessa infraestrutura.
No início do Século XIX, Santos foi um dos principais portos brasileiros para o desembarque de imigrantes, que afluíam principalmente da Itália e do Japão. Porém, a infraestrutura da cidade e suas atividades econômicas não comportavam o acolhimento destes indivíduos, que rapidamente se distribuíam para o interior do estado. Nesta época, Santos era conhecido como o "Porto da Morte", em virtude das diversas epidemias de doenças tropicais que acometiam periodicamente a população, acirradas pela falta de saneamento básico e condições precárias de moradia e higiene da população, bem como pela natureza alagadiça da cidade; este cenário alterou-se somente com as obras sanitárias realizadas por Saturnino de Britto a mando do então Secretário do Interior do Estado, Vicente de Carvalho, que criou os canais de drenagem que são hoje marcos da paisagem urbana santista. Em 1897, Santos teve a primeira greve organizada do País, deflagrada por um acidente em um navio.

Com o passar dos anos, a estrutura foi ampliada e desenvolvida de acordo com os investimentos realizados pela CDS, que chegou a empregar 15 000 funcionários. Além das diversas estruturas de terminais e dos prédios administrativos, a CDS executou diversas obras de engenharia de destaque para a época, seja por sua dimensão ou por sua complexidade. São particularmente notáveis o aterramento de Paquetá-Outeirinhos e a construção da Usina Hidrelétrica de Itatinga, ambas sob a direção do engenheiro Guilherme Benjamin Weinschenck.

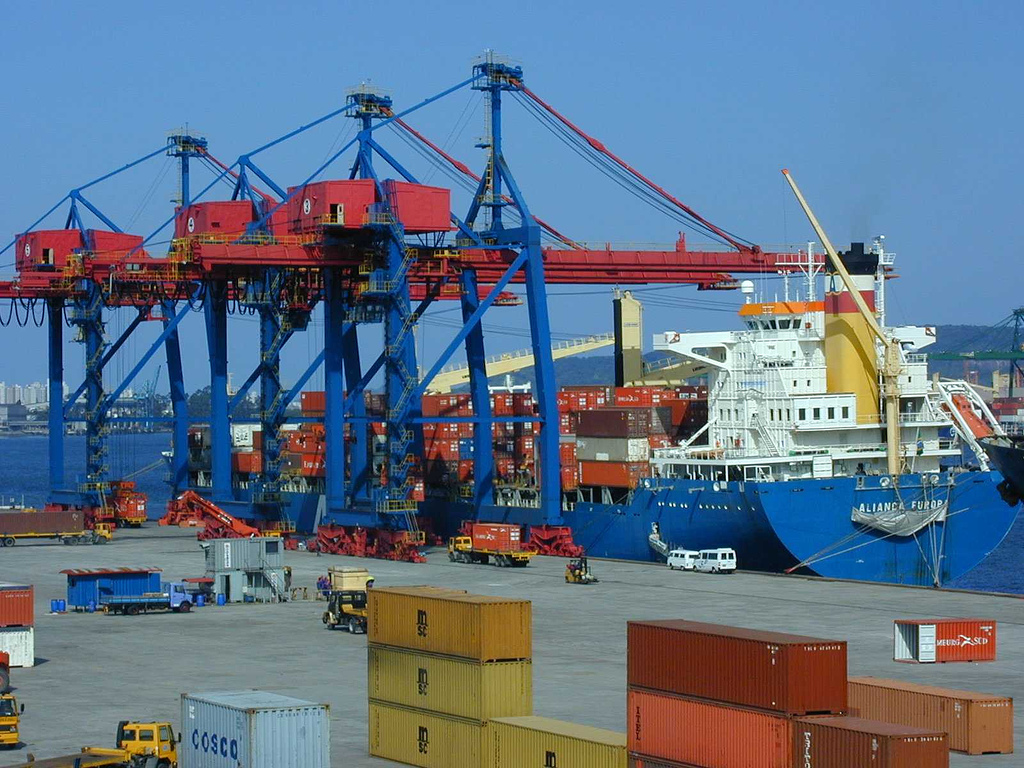
Terminal de contêineres (Tecon) no porto de Santos, em 1999

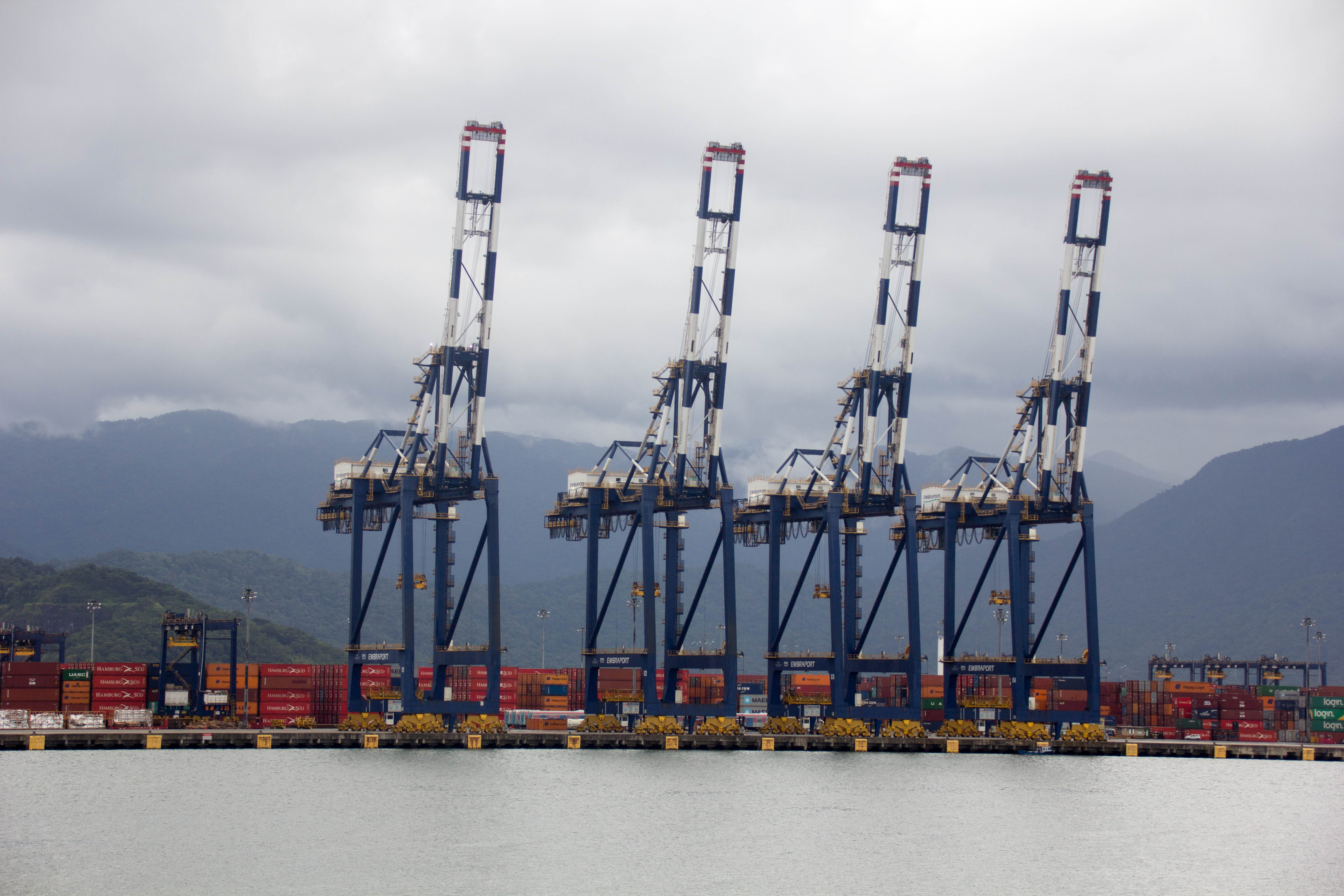
Terminal privado de contêineres (operado pela DP World), em 2017.

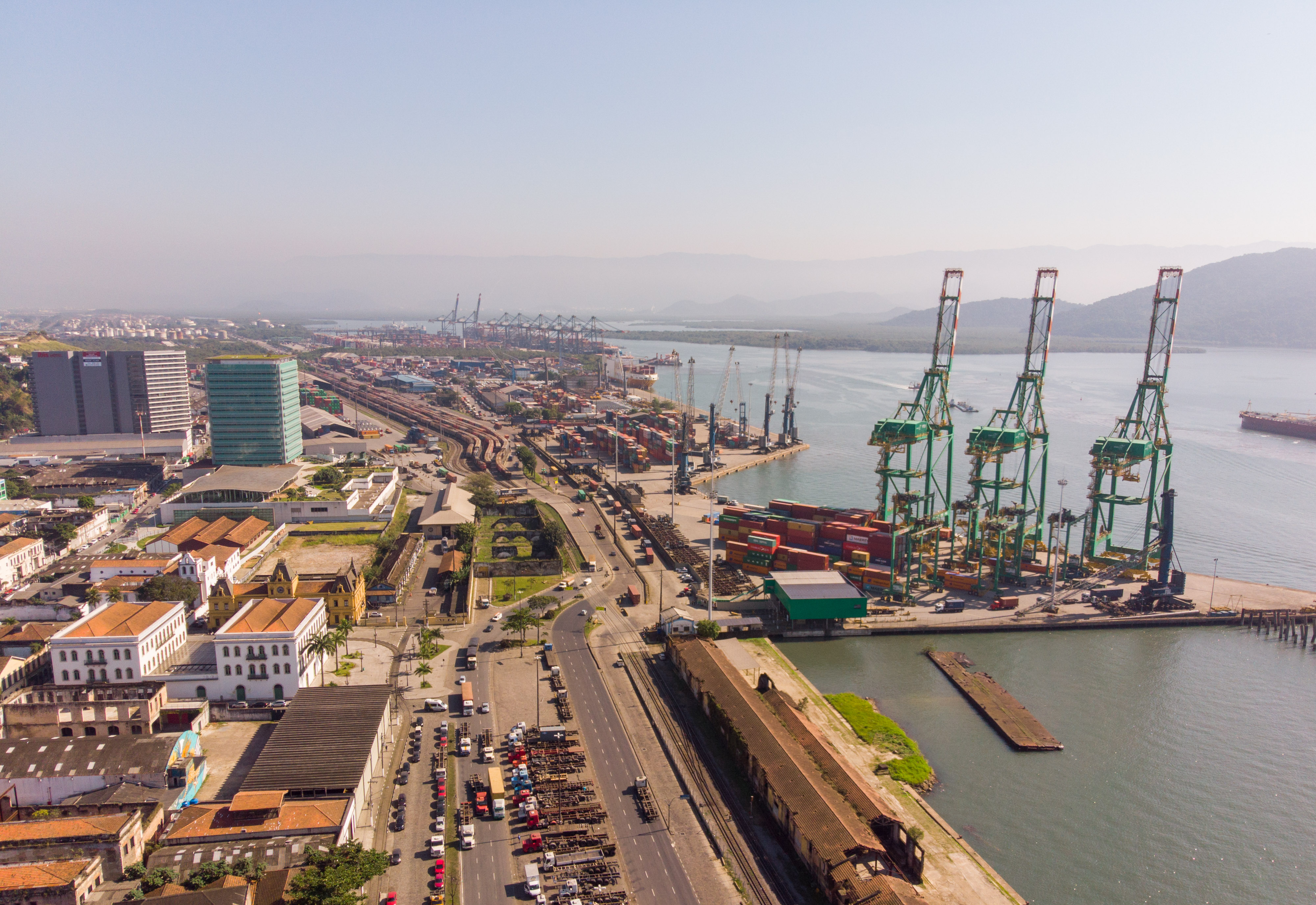
Região norte do complexo portuário de Santos, em 2018

A área de Paquetá-Outeirinhos, na margem direita (Santos), entre os atuais armazéns 12 e 23, que era originalmente um golfo, foi aterrada para criar uma estrutura linear de cais que permitisse a atracação de navios de maior profundidade, bem como uma retroárea de armazenamento. Para este aterramento, foi criada uma linha férrea especial para transportar as pedras da pedreira do bairro Jabaquara. Em uma das pontas das áreas aterradas, foram construídos prédios para a administração portuária, que hoje compõem a sede oficial da administração do porto.

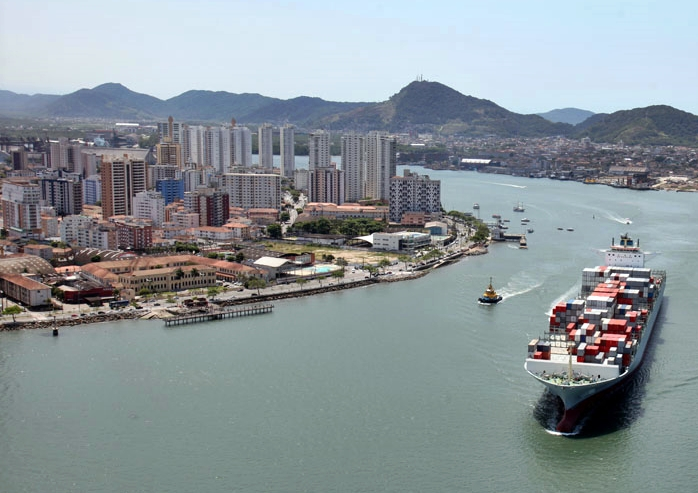
Entrada do Canal de Santos

A construção da Usina Hidrelétrica de Itatinga, concluída em 1910, às margens da Serra do Mar, foi outra obra de destaque. À época, Itatinga era uma das mais importantes hidrelétricas do país, em uma época em que poucos tinham acesso à rede elétrica; eletricidade gerada por ela foi utilizada inclusive na construção da usina hidrelétrica de Henry Borden, em Cubatão. Por conta da localização da usina, isolada no meio da Mata Atlântica a 7 Km de Bertioga, foi construída uma vila de apoio para a residência de funcionários que trabalham em sua manutenção e operação, na qual chegaram a residir 70 famílias simultaneamente. Mesmo sendo o efetivo de pessoal atual muito menor, ainda hoje a usina fornece eletricidade para a operação do porto e para suas instalações administrativas. Embora modernizada, parte de sua estrutura, como as turbinas por exemplo, são parte do equipamento original, em contínua operação há mais de cem anos.

### Retorno à administração pública eLandlord Port
Após o vencimento da concessão, em outubro de 1980, a administração do porto e seu acervo voltaram ao domínio do Governo Federal, mais especificamente à então Companhia Docas do Estado de São Paulo (Codesp), sociedade de economia mista que, até março de 1990, permaneceu sob controle da Empresa de Portos do Brasil S.A. (Portobras).
A Codesp operou o porto em regime de monopólio até a promulgação da Lei 8.630/93, que instituiu o ambiente concorrencial por meio do arrendamento das áreas portuárias para terminais, passando os portos federais brasileiros a operar por meio de um sistema conhecido como Landlord Port. Com a instituição deste sistema, a Codesp (e consequentemente o Governo Federal) passou a exercer apenas a função administrativa do complexo portuário (conhecida como Autoridade Portuária), passando a operação às mãos de terminais portuários privados. Este conjunto de áreas, primárias (operacionais) e secundárias (administrativas), passa a configurar o Porto Organizado, área sob a jurisdição da Autoridade Portuária. Com a instituição da lei, a mão de obra operacional da Codesp foi transferida para o Órgão Gestor de Mão de Obra (Ogmo), e a Codesp passou a contar com um efetivo de aproximadamente 1 500 funcionários, distribuídos em funções administrativas, de fiscalização e de Guarda Portuária. A legislação foi atualizada quando da promulgação da Lei 12 815/2013.
Em 15/12/2010, o Porto de Santos recebeu da Comissão Nacional de Segurança Pública de Portos, Terminais e Vias Navegáveis (Conportos) o certificado internacional de implantação do ISPS Code, garantindo que a monitoração, fiscalização e controle dos meios de acesso às áreas primárias e secundárias estão adequados às exigências internacionais de segurança portuária.
No segundo semestre de 2018, o Governo Federal realizou a compra das ações dos acionistas minoritários da Codesp, buscando a nacionalização da empresa. Este processo foi concluído com sucesso, porém a Codesp permanece como sociedade de economia mista, uma vez que a Prefeitura de Santos é detentora de uma pequena parcela de ações da empresa, e a legislação atual não permite a negociação de ações entre diferentes esferas de governo.
A partir de outubro de 2019, a Codesp iniciou um processo de remodelagem de sua marca, passando a adotar o nome fantasia Santos Port Authority (SPA). Em março de 2020, a empresa alterou também sua razão social, para "Autoridade Portuária de Santos".

### Incêndios
Em 18 de outubro de 2013, ocorreu o pior incêndio da história do Porto até aquela data. As chamas se iniciaram no sistema de esteiras de transporte de dois armazéns de açúcar da empresa Copersucar, deixando quatro trabalhadores feridos e queimando cerca de 180 mil toneladas de açúcar. Foram necessários dez caminhões do Corpo de Bombeiros, um caminhão da Petrobras, dois carros da Guarda Portuária, um helicóptero Águia da Polícia Militar e uma equipe vindo de São Paulo para combater o fogo. O açúcar carbonizado junto com a água utilizada no combate ao incêndio atingiram o estuário de Santos, contaminando as águas e matando milhares de peixes.
No ano seguinte, dia 03 de agosto de 2014, um incêndio de grandes proporções atingiu outro armazém de açúcar no Porto de Santos. O armazém X (terminal 19), operado pela Rumo Logística do grupo Cosan, tinha capacidade para estocar 18 mil toneladas de açúcar, sendo que 15 mil toneladas estavam armazenadas e foram completamente destruídas pelas chamas. As chamas iniciadas pela tarde, só foram extintas na madrugada do dia seguinte, após a atuação de doze caminhões do corpo de bombeiros. Cerca de 100 funcionários trabalhavam no local durante o acidente, mas ninguém foi ferido.
Cerca de dois meses depois, no dia 20 de outubro de 2014, outro incêndio destruiu um armazém inteiro de açúcar da empresa Cargill na margem esquerda do Porto de Santos no Guarujá. As chamas foram controladas pelos bombeiros antes de atingirem outro armazém. Nenhuma pessoa foi ferida no acidente.
No dia 2 de abril de 2015, principiou um incêndio em um dos terminais de armazenamento de combustíveis e fertilizantes líquidos no complexo da Alemoa. Os tanques onde ocorreu o incêndio são ligados por dutos ao terminal portuário e pertenciam à empresa Ultracargo. As chamas duraram mais de uma semana, e durante este período a água utilizada no combate ao incêndio, contaminada com combustível e outros produtos químicos, fluiu para o estuário, causando alteração da temperatura e saturação do oxigênio, o que causou a morte de milhares de peixes. Apesar de não ter havido registro de vítimas, foi um dos maiores e mais longos incêndios a acometer o complexo portuário. O combate à ocorrência teve ajuda federal da FAB e da Infraero, sendo inclusive utilizada uma espuma especial gelatinosa conhecida como cold fire, que foi fornecida pela Petrobras, específica para o combate a incêndios em combustíveis.

## Estrutura

### Estrutura física

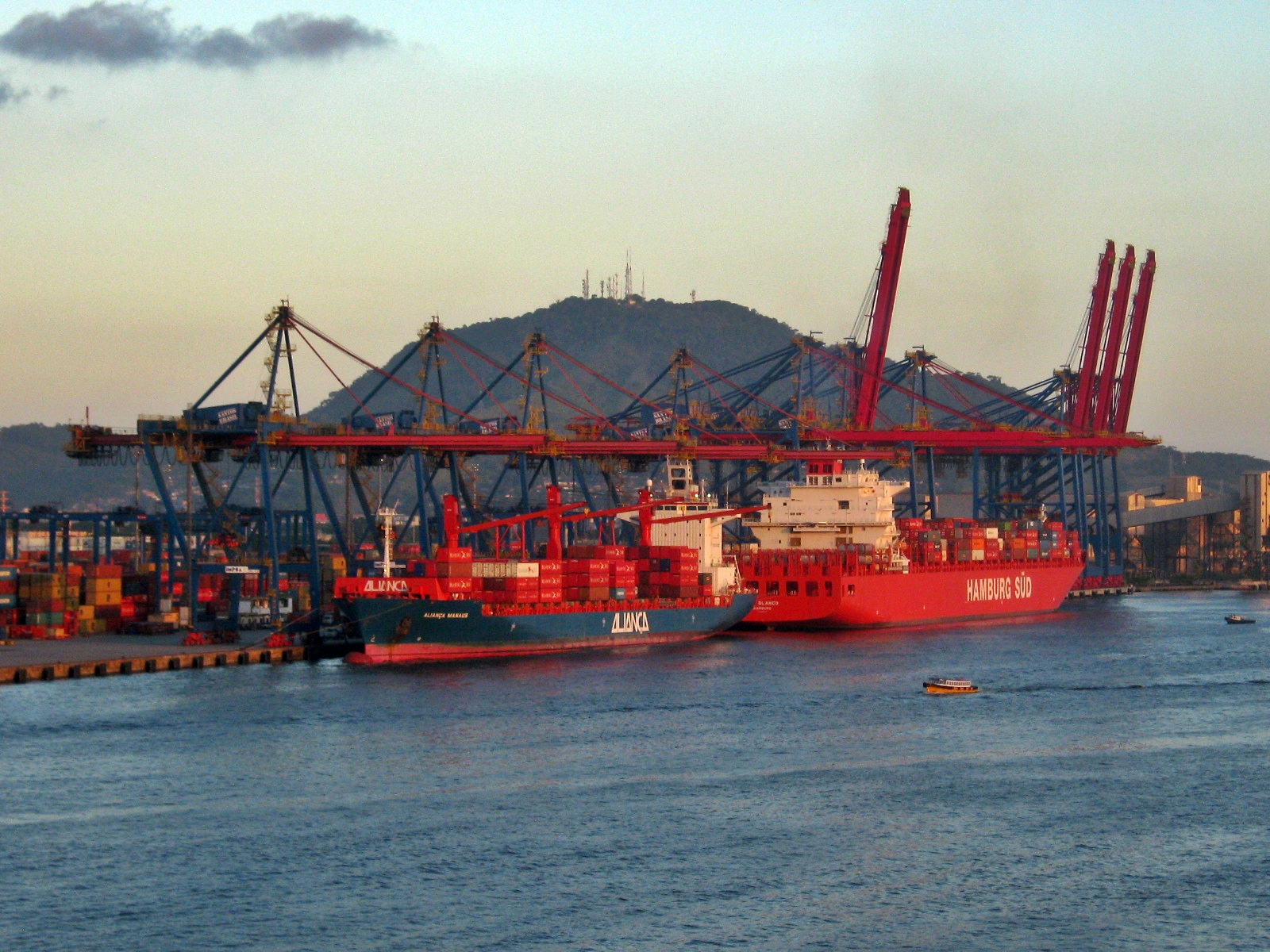
Navios cargueiros atracados no Porto de Santos

O estuário do Porto de Santos é um braço d'água natural, no qual foram instalados os terminais de carga. Sua margem direita compreende a área insular da cidade de Santos, e sua margem esquerda, parte de Cubatão, a área continental de Santos e a Ilha de Santo Amaro, que compõe o município do Guarujá. Não houve aterramentos ou expansões físicas da estrutura terrestre, com a exceção dos atuais terminais açucareiros, localizados na área de Paquetá-Outeirinhos.
A profundidade natural do estuário de Santos é de 6 metros. Para viabilizar o acesso de navios de maior calado, é necessária a realização constante de esforços de dragagem. Em 2018, o calado permitido para a atracação de embarcações é de 13m.
O Complexo Portuário de Santos é composto pelo Porto Organizado de Santos, administrado pela SPA, e por cinco Terminais de Uso Privado (TUP):

#### Terminais de uso privado (TUPs)
- TUP DP World Santos
- TUP Sucocítrico Cutrale
- TUP Dow Brasil Sudeste (Terminal Marítimo Dow)
- Terminal Integrador Portuário Luiz Antônio Mesquita (Tiplam)
- TUP Saipem

#### Porto Organizado de Santos margem direita (Santos)
- Terminais de Granéis Líquidos da Alamoa Brasil
- Terminal Portuário (BTP)
- Cais do Saboó
- Cais do Valongo
- Cais do Paquetá
- Cais de Outeirinhos (Terminais Açucareiros)
- Cais de Outeirinhos (Terminais da Curva 23)
- Cais de Outeirinhos (Seção Sul)
- Cais do Macuco
- Terminais da Ponta da Praia

#### Porto Organizado de Santos margem esquerda (Guarujá)
- Terminal de Veículos de Santos (TEV)
- Terminal de Contêineres (Tecon) da Santos Brasil
- Terminais de Granéis Líquidos da Ilha Barnabé
- Terminais de Granéis Sólidos da Conceiçãozinha

O Porto Organizado possui 66 berços de atracação, distribuídos entre 15 Km de cais e suas duas margens, nos quais operam os diversos operadores portuários de Santos.
| BERÇOS DE ATRACAÇÃO                                                      | BERÇOS DE ATRACAÇÃO |
| ------------------------------------------------------------------------ | ------------------- |
| Veículos                                                                 | 1                   |
| Contêineres                                                              | 17                  |
| Fertilizantes/Adubos                                                     | 5                   |
| Produtos Químicos                                                        | 6                   |
| Sucos Cítricos                                                           | 2                   |
| Granéis Sólidos de Origem Vegetal                                        | 8                   |
| Sal                                                                      | 1                   |
| Passageiros                                                              | 2                   |
| Produtos de Origem Florestal                                             | 1                   |
| Derivados de Petróleo                                                    | 1                   |
| Trigo                                                                    | 4                   |
| Produtos Siderúrgicos                                                    | 5                   |
| Carga Geral                                                              | 10                  |
| Carga Multiuso (sucos cítricos, roll-on/roll-off, veículos, contêineres) | 2                   |
| Carga offshore                                                           | 1                   |

### Acessibilidade

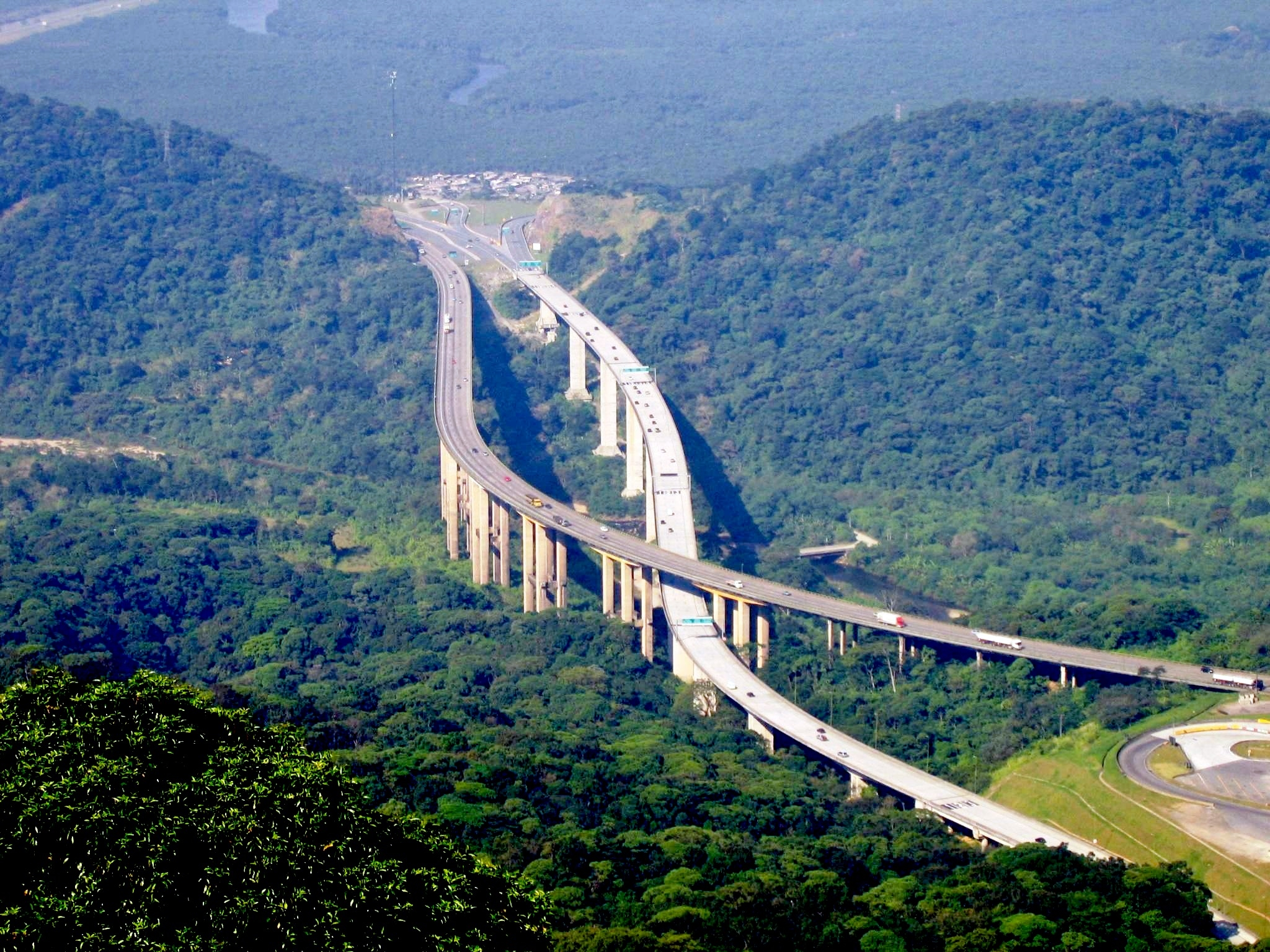
Rodovia dos Imigrantes

Distante cerca de 70 quilômetros da cidade de São Paulo, o porto é servido por ligações ferroviárias, rodoviárias e dutoviárias. O sistema de acessos terrestres diretos ao porto é formado por três modais: rodoviário, pelas rodovias do complexo Anchieta-Imigrantes e pela Rio-Santos; ferroviário, por duas malhas que são operadas pelas empresas Rumo Logística (malha sul) e MRS Logística, (malha norte); e dutoviário, estando integrado ao sistema de dutos da Transpetro.
De acordo com suas atribuições de prover infraestrutura de acesso terrestre e aquaviária, a Codesp mantém e investe nas infraestruturas relativas a estes acessos. O complexo portuário possui 100 quilômetros de malha ferroviária interna (dentro do Porto Organizado), operada pela Portofer Transportes Ferroviários. O modal ferroviário responde por cerca de 27% da movimentação de cargas, em particular cargas derivadas do agronegócio (soja, milho, açúcar, celulose, fertilizantes, café, etc.), das quais 53% se utilizam deste modal. A Autoridade Portuária também é responsável pelo sistema conhecido como avenidas perimetrais, que busca garantir a qualidade dos acessos rodoviários, evitar conflitos com o fluxo urbano e evitar entroncamentos rodoferroviários. Da mesma forma, realiza também os esforços de dragagem de aprofundamento e manutenção, de forma a permitir o acesso de navios com o calado operacional necessário.

### Movimentação de cargas

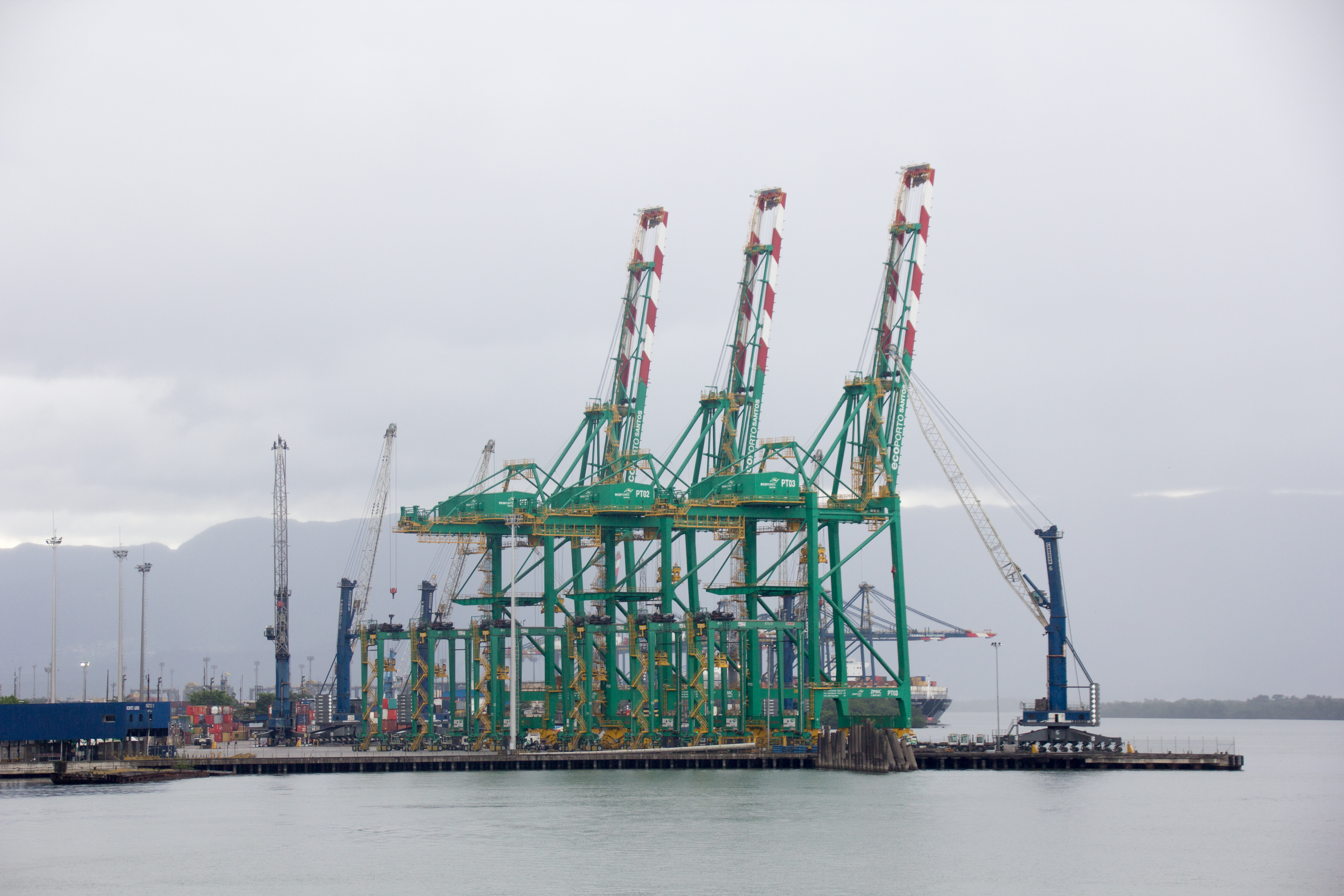
Terminal de contêineres no porto

Em 2016, o Porto de Santos foi considerado o 39º maior porto do mundo por movimentação de contêineres, e 35º por tonelagem, segundo ranking da AAPA — Associação Americana de Autoridades Portuárias, sendo o mais movimentado da América Latina. O porto recebe navios de contêineres com capacidade de até de 11 mil TEUs.
O perfil de carga do Porto de Santos, segundo dados de 2017, é de aproximadamente 47% granel sólido (soja, açúcar, milho, café, fertilizantes, etc.); 39% carga geral (contêineres, cargas de projeto, veículos); e 14% granel líquido (óleos vegetais, petroquímicos, gases, etc.). O movimento acumulado de 2017 em tonelagem atingiu 129 865 022 toneladas, sendo 36 307 745 t de importações e 93 557 277 t de exportações. A movimentação de contêineres acumulou 2 495 397 unidades, representando 3 853 719 TEU, dos quais 1 259 163 unidades (1 947 082 TEU) foram importadas, e 1 236 234 unidades (1 906 637 TEU), exportadas. Em toneladas, a movimentação geral de cargas conteinerizadas totalizou 44 534 271 t.
Os distritos industriais da Grande São Paulo e o complexo industrial de Cubatão devem grande parte de sua existência à proximidade ao Porto de Santos. O município de Cubatão tem acesso direto ao mar por meio do Canal de Piaçaguera, braço aquático que conecta o canal de navegação do porto aos Terminais de Uso Privado (TUPs) lá instalados — como é o caso da siderúrgica USIMINAS, de Minas Gerais, e do TIPLAM, terminal da VLI Multimodal S.A..

### Tarifa portuária
A Autoridade Portuária tem a responsabilidade de prover infraestrutura de acesso terrestre e marítimo, bem como outras garantias contratuais, e cobra tarifas e taxas de seus arrendatários pela utilização dessa estrutura. Os arrendamentos são viabilizados por meio de licitações públicas, e ao término dos contratos, os bens vinculados aos espaços arrendados revertem ao patrimônio da União. Em contrapartida, cobra taxas e tarifas pelos serviços ou vantagens auferidos de sua atuação.
| Tabela | Descrição                              | Serviço ou vantagem                                    |
| ------ | -------------------------------------- | ------------------------------------------------------ |
| I      | Utilização da Infraestrutura Portuária | utilização do acesso aquaviário                        |
| I      | Utilização da Infraestrutura Portuária | utilização do berço de atracação                       |
| II     | Utilização da Infraestrutura Terrestre | utilização da infraestrutura terrestre de cais público |
| II     | Utilização da Infraestrutura Terrestre | utilização de área arrendada                           |
| II     | Utilização da Infraestrutura Terrestre | utilização de infraestrutura para operação auxiliar    |
| III    | (extinta)                              | -                                                      |
| IV     | (extinta)                              | -                                                      |
| V      | Serviços Gerais                        | fornecimento de água                                   |
| V      | Serviços Gerais                        | fornecimento de energia elétrica                       |
| V      | Serviços Gerais                        | serviços administrativos                               |
| V      | Serviços Gerais                        | recolhimento de resíduos operacionais                  |

### Agentes intervenientes
O processo de comércio exterior brasileiro é complexo, e sujeito à atuação de diversos agentes denominados intervenientes. Dentre estes agentes, são exemplos a Alfândega, Anvisa, órgãos de controle ambiental e Polícia Federal, dentre outros.

## Estatísticas
| TERMINAL              | 2010  | 2011  | 2012  | 2013  | 2014  | 2015   | 2016  | 2017   | 2018   | 2019   | 2020   | 2021   | 2022   | 2023   | 2024   |
| --------------------- | ----- | ----- | ----- | ----- | ----- | ------ | ----- | ------ | ------ | ------ | ------ | ------ | ------ | ------ | ------ |
| Porto Organizado      | 93,44 | 87,84 | 90,74 | 99,07 | 94,04 | 101,58 | 96,94 | 106,54 | 107,07 | 106,21 | 114,35 | 113,28 | 126,22 | 135,90 | 138,70 |
| DP World Santos       | 0,0   | 0,0   | 0,0   | 1,81  | 4,70  | 6,08   | 7,30  | 7,81   | 7,52   | 7,95   | 10,52  | 12,26  | 13,41  | 13,49  | 15,39  |
| TIPLAM                | 2,1   | 2,62  | 2,62  | 2,30  | 2,21  | 2,74   | 2,80  | 7,40   | 9,56   | 11,04  | 12,83  | 11,87  | 11,94  | 13,24  | 13,47  |
| Cutrale               | 0,93  | 0,93  | 1,25  | 2,17  | 1,98  | 2,20   | 2,09  | 2,36   | 2,65   | 2,44   | 2,49   | 2,48   | 2,60   | 3,74   | 3,25   |
| Terminal Marítimo Dow | 0,65  | 0,75  | 0,71  | 0,66  | 0,68  | 0,59   | 0,65  | 0,69   | 0,72   | 0,68   | 0,64   | 0,55   | 0,53   | 0,26   | 0,41   |